# Canon EOS 50D
La Canon EOS 50D è una fotocamera reflex digitale (DSLR) semiprofessionale annunciata il 26 agosto 2008 e messa in commercio il 6 ottobre 2008. Si presenta come sostituta della EOS 40D.

## Caratteristiche
- Sensore CMOS formato APS-C da 15.1 megapixel
- Display LCD TFT a colori da 3 pollici con modalità LiveView
- 9 punti di autofocus con sensori centrali a croce
- Processore DIGIC 4
- Gamma ISO fino a 12.800
- Fino a 6,3 fps per 90 foto in formato JPEG o 16 in formato RAW
- Sistema di pulizia del sensore integrato EOS
- Corpo in lega di magnesio
- Memorizzazione scatti su scheda CompactFlash